# Rafał Dobrowolski
Pour les articles homonymes, voir Dobrowolski.
Rafał Dobrowolski, né le 27 décembre 1983 à Kielce, est un archer polonais spécialiste de l'arc classique.

## Palmarès

### Jeux olympiques d'été
- Jeux olympiques de 2012 à Londres (Royaume-Uni) :
  - Qualifié
- Jeux olympiques de 2008 à Pékin (Chine) :
  - Participation

### Championnats du monde (tir en salle)
- Médaille d'argent en arc classique individuel, en 2009, Rzeszów (Pologne)

### Championnats d'Europe (extérieur)
- Médaille de bronze en arc classique individuel, en 2008, à Vittel (France)